# Сан Флоријано ди Валуца (Болцано)
Сан Флоријано ди Валуца је насеље у Италији у округу Болцано, региону Трентино-Јужни Тирол.
Према процени из 2011. у насељу је живело 12 становника. Насеље се налази на надморској висини од 1344 м.